# Ali Turan
Ali Turan, né le 6 septembre 1983 à Kayseri, est un footballeur turc. Il joue au poste de défenseur central.

## Palmarès
- Coupe de Turquie en 2008 et 2017

## Statistiques détaillées
Dernière mise à jour le 26 mai 2010.
| Saison    | Club        | Total  | Total | Championnat | Championnat | Championnat | Coupe d'Europe | Coupe d'Europe | Coupe d'Europe | Coupes nationales | Coupes nationales |
| Saison    | Club        | Matchs | Buts  | Division    | Matchs      | Buts        | Type           | Matchs         | Buts           |                   |                   |
| Saison    | Club        | Matchs | Buts  | Division    | Matchs      | Buts        | Type           | Matchs         | Buts           | Matchs            | Buts              |
| --------- | ----------- | ------ | ----- | ----------- | ----------- | ----------- | -------------- | -------------- | -------------- | ----------------- | ----------------- |
| 2001-2002 | Erciyesspor | 4      | 0     | Lig A       | 4           | -           | -              | -              | -              | -                 | -                 |
| 2002-2003 | Erciyesspor | 31     | 1     | Lig B       | 30          | -           | -              | -              | -              | 1                 | 1                 |
| 2003-2004 | Erciyesspor | 29     | 1     | Lig A       | 27          | 1           | -              | -              | -              | 2                 | -                 |
| 2004-2005 | Kayserispor | 31     | 1     | Süperlig    | 28          | 1           | -              | -              | -              | 3                 | -                 |
| 2005-2006 | Kayserispor | 0      | 0     | Süperlig    | -           | -           | -              | -              | -              | -                 | -                 |
| 2006-2007 | Kayserispor | 1      | 0     | Süperlig    | -           | -           | -              | -              | -              | 1                 | -                 |
| 2006-2007 | Erciyesspor | 17     | 0     | Süperlig    | 12          | -           | -              | -              | -              | 5                 | -                 |
| 2007-2008 | Kayserispor | 39     | 1     | Süperlig    | 31          | -           | -              | -              | -              | 8                 | 1                 |
| 2008-2009 | Kayserispor | 38     | 0     | Süperlig    | 30          | -           | C3             | 2              | -              | 6                 | -                 |
| 2009-2010 | Kayserispor | 16     | 0     | Süperlig    | 16          | -           | -              | -              | -              | -                 | -                 |